# Michl Ebner
Michl Ebner (n. 20 septembrie 1952, Bozen, Italia) este un om politic italian, membru al Parlamentului European din 1999 până în 2009 din partea Südtiroler Volkspartei.